# St. Louis Cardinals
Die St. Louis Cardinals, oftmals Redbirds genannt, sind ein Major-League-Baseball-Team. Sie spielen in der Central Division der National League.
Die Cardinals kommen aus St. Louis in Missouri, wo sie 1882 gegründet wurden. Ihre Heimspiele trägt die Mannschaft seit 2006 im Busch Stadium aus, das sich an der gleichen Stelle befindet wie das 2005 abgerissene Busch Memorial Stadium.

## Erfolge
Im Jahr 2004 verpassten die Cardinals nur knapp den Gewinn der World Series 2004, der Meisterschaft der Major League Baseball, nachdem sie sich in der Finalserie den Boston Red Sox hatten geschlagen geben müssen. Im Jahr 2005 standen sie wiederum im Finale der National League, dem „Halbfinale“ der World Series 2005, wo sie sich den Houston Astros in der Best-of-Seven-Serie 4:2 geschlagen geben mussten. Die Cardinals gewannen die World Series 2006. Dies war der zehnte Titel ihrer Geschichte. Sie gewannen in der Best-of-Seven-Serie mit 4:1 gegen die Detroit Tigers; dies allerdings, nachdem sie in der regulären Saison mit nur 83 Siegen gegen 78 Niederlagen die schlechteste Quote aller Divisionssieger erzielt hatten. Es war dies darüber hinaus die schwächste Bilanz überhaupt, die je ein späterer Meister vor Beginn des Titelwettbewerbs im Oktober vorweisen konnte. MVP der 102. World Series wurde Shortstop David Eckstein.
In der Saison 2011 gewannen die St. Louis Cardinals erneut die World Series – diesmal mit 4:3 gegen die Texas Rangers. Die reguläre Saison hatte das Team mit 90 Siegen und 72 Niederlagen abgeschlossen und damit die Wild Card in der National League geholt. In der NL-Division-Series gewannen die Cardinals 3:2 gegen die Philadelphia Philles, in der NL-Championship-Series schlugen sie die Milwaukee Brewers 4:2. Nach dem Triumph in den World Series erklärte Manager Tony La Russa seinen Rücktritt.
Mit den jetzt elf Titeln seit ihren Anfängen nehmen die Cardinals in diesem Punkt immerhin den zweiten Platz nach den New York Yankees (American League) ein. Diese führen mit 27 Meistertiteln die Liste der World-Series-Titel an.
Ex-Manager Tony La Russa ist zudem (nach George „Sparky“ Anderson, Cincinnati Reds (NL) und Detroit Tigers (AL)) erst der zweite in der Geschichte des Baseballs, der Teams aus beiden Ligen zu Titeln führte (zuvor mit den Oakland Athletics, American League).

## 2012 Postseason
Im Spiel 5 der Serie konnte nach 0:6-Rückstand noch 9:7 gewonnen werden. Zum 6. Mal in der Postseason konnte ein solcher Rückstand in einen Sieg gedreht werden. 1929 gewannen die Philadelphia Athletics in der World Series gegen die Chicago Cubs. 1956 siegten die Brooklyn Dodgers in der World Series gegen die New York Yankees. 1996 gewannen die Yankees in der World Series gegen die Atlanta Braves und schließlich waren die Boston Red Sox 2008 im LCS gegen die Tampa Bay Rays erfolgreich. Nach dem 8. Inning lagen die Cardinals noch mit 7:9 in Rückstand. So wurden sie nach den Atlanta Braves 1992, welche 3 Runs zum 3:2 im 9. Inning gegen die Pittsburgh Pirates im NLCS hatten, das zweite Team, das im 9. Inning das Spiel wenden konnte. St. Louis hat aktuell in 6 Spielen, bei denen eine Niederlage das Ausscheiden bedeutet hätte, gewonnen. Vorher siegten sie in Spiel 4 und 5 gegen die Phillies 2011, Spiel 6 und 7 in der World Series gegen die Rangers 2011 und das Wildcardspiel gegen Atlanta 2012. Sechs solcher Spiele konnten folgende Teams gewinnen: Detroit Tigers (1945–1972), Kansas City Royals (alle im Jahr 1985, als die World Series gewonnen wurde) und die Minnesota Twins (1987–2002). Pete Kozma, der einen Two-Run-Single im 9. Inning schlug, ist der erste Rookie in 88 Jahren, dem im 9. Inning eines „Do or Die“-Spiels so etwas gelang. Die Washington Senators gewannen die World Series 1924, als Rookie Earl McNeely einen Walk-Off-Double im 12. Inning (Bottom) gegen die New York Giants erzielte.
Spiel 3 der NLCS konnte zu Hause 3:1 gewonnen werden. Alle drei Runs wurden von Spielern erzielt, die nicht zu den Startern gehörten. Matt Carpenter ersetzte den verletzten Right Fielder Carlos Beltrán im 2. Inning. Er schlug einen Two Run Home Run zur 2:1-Führung im 3. Inning. Shane Robinson wurde ebenfalls eingewechselt und ermöglichte durch einen Gound Out, also einem erfolgreichen Hit, bei dem er selbst nicht die erste Base erreichen konnte, den letzten Run im 7. Inning. Es ist das zweite Mal in der Postseason Geschichte, dass eine Mannschaft mindestens drei und alle Runs durch eingewechselte Spieler (oder einen) erzielt. 2011 in der Division Series konnten die Phillies gegen die Cardinals durch Jaime Garcia mit einem Three-Run Pinch-Hit im 7. Inning gewinnen.
Der Pitcher Jason Motte konnte alle sechs Spieler, die gegen ihn antraten auswerfen. Es war erst das zweite „Perfect Save“ von zwei oder mehr Innings in einem Postseason Spiel seit Mariano Rivera. Er hat das sogar fünfmal in der Postseason geschafft. 2001 sicherte Byung-Hyun Kim für die Diamondbacks in der NLCS den Sieg über 2 Innings gegen Atlanta.
Außerdem wurden 4 verschiedene Right Fielder eingesetzt. Es startete Carlos Beltran, der mit einer Knieverletzung ausfiel. Dann spielten noch Matt Carpenter, Shane Robinson und Adron Chambers auf dieser Position. Nur eine Mannschaft überhaupt hat in einem Spiel über 9 Innings 4 Spieler auf einer Position eingesetzt. Kurioserweise waren es wieder die Cardinals und es handelte sich ebenfalls um Right Fielder, in Spiel 5 der NLCS 1987. Bei der 3:6-Niederlage spielten John Morris, Curt Ford, Jose Oquendo und Tom Lawless.
Beim 8:3-Sieg in Spiel 4 ließ Pitcher Adam Wainwright in 7 Innings nur einen Run zu und 5 Batter wurden ausgestrikt. In 4 Starts als Pitcher in seiner Postseason-Karriere konnte er 27 Männer am Schlag ausmachen und nur vier hatten einen Walk. Nur zwei weitere Pitcher haben so viele Strike-Outs und so wenige Walks durch Fehlwürfe in ihren ersten vier Spielen der Postseason: Cliff Lee (30 K, 3 BB) und Roy Halladay (28 K, 4 BB).
Die Cardinals punkteten zweimal im 1., 5., 6. und 7. Inning. Das ist das dritte Mal in den letzten beiden Postseasons, dass St. Louis 4 Multiple Runs hatten. Dies gelang in Spiel 2 der NLCS gegen die Brewers und gegen die Rangers in Spiel 3 in der World Series.
Yadier Molina verzeichnete seinen ersten XBH in dieser Postseason, im 7. Inning, in seinem 37. Versuch am Schlag. In der Regular Season gelangen ihm 22 Home Runs und 28 Doubles.

## Stars
Aktuelle Topstars des Teams sind Pitcher Adam Wainwright und Catcher Yadier Molina. Ein anderer, ehemaliger Topstar des Teams war Mark McGwire, der 1998 den alten Rekord von 61 in einer Saison geschlagenen Home Runs (Roger Maris, New York Yankees, 1961) mit einer Ausbeute von 70 übertraf. McGwire wird jedoch vorgeworfen, wie viele andere Spieler in dieser Saison durchgehend mit Steroiden gedopt gewesen zu sein.

## Namensherkunft
Der Name Cardinals geht auf einen Reporter zurück, der in den 1890er Jahren die Spieler mit dem Satz „Wearing red, cardinal red“ beschrieb. Es ist heute nicht überliefert, ob er sich dabei auf die Kirchenvertreter oder den Vogel bezog; dennoch etablierte sich die Bezeichnung „cardinal red“, was die Umbenennung in St. Louis Cardinals im Jahre 1900 zur Folge hatte. Seit 1922 ziert daher auch der Rotkardinal die Uniform der Spieler.

## Nicht mehr vergebene Nummern
| - 1 Ozzie Smith - 2 Red Schoendienst - 6 Stan Musial - 9 Enos Slaughter | - 10 Tony La Russa - 14 Ken Boyer - 17 Dizzy Dean - 20 Lou Brock | - 24 Whitey Herzog - 42 Jackie Robinson (bei jedem Club der Major League Baseball) - 45 Bob Gibson - 85 Gussie Busch |

## Minor-League-Teams der St. Louis Cardinals
Zum Franchise der Cardinals gehören folgende Minor-League-Teams:
- AAA: Memphis Redbirds, Memphis, Tennessee
- AA: Springfield Cardinals, Springfield, Missouri
- High-A: Peoria Chiefs, Peoria, Illinois
- Single-A:  Palm Beach Cardinals, Jupiter, Florida
- Rookie: Florida Complex League Cardinals, Jupiter, Florida
- Rookie: Dominican Summer League Cardinals, Dominikanische Republik

## Nicknames in der Major League
- 1882 St. Louis Brown Stockings
- 1883–1898 St. Louis Browns
- 1899–1900 St. Louis Perfectos
- seit 1901 St. Louis Cardinals